# Nepiodes cinnamomea
Nepiodes cinnamomea là một loài bọ cánh cứng trong họ Cerambycidae.